# Гранди-Флорианополис (мезорегион)

Гранди-Флорианополис на карте.

Гранди-Флорианополис (порт. Mesorregião da Grande Florianópolis) — административно-статистический мезорегион в Бразилии, входит в штат Санта-Катарина. Население составляет 994 095 человек (на 2010 год). Площадь — 7 355,327 км². Плотность населения — 135,15 чел./км².

## Демография
Согласно сведениям, собранным в ходе переписи 2010 г. Национальным институтом географии и статистики (IBGE), население мезорегиона составляет:
| Полное население                            | Полное население                            | Полное население                            | Полное население                            | 994 095 |
| ------------------------------------------- | ------------------------------------------- | ------------------------------------------- | ------------------------------------------- | ------- |
| в том числе:                                | Городское население                         | 915 864                                     | Процент городского населения, %             | 92,13   |
|                                             | Сельское население                          | 78 231                                      | Процент сельского населения, %              | 7,87    |
|                                             | Мужское население                           | 487 057                                     | Процент мужского населения, %               | 49,00   |
|                                             | Женское население                           | 507 038                                     | Процент женского населения, %               | 51,00   |
| Плотность населения, чел/км²                | Плотность населения, чел/км²                | Плотность населения, чел/км²                | Плотность населения, чел/км²                | 135,15  |
| Население мезорегиона в % к населению штата | Население мезорегиона в % к населению штата | Население мезорегиона в % к населению штата | Население мезорегиона в % к населению штата | 15,91   |

## Статистика
- Валовой внутренний продукт на 2003 составляет 7 312 295 020,00 реалов (данные: Бразильский институт географии и статистики).
- Валовой внутренний продукт на душу населения на 2003 составляет 8332,26 реалов (данные: Бразильский институт географии и статистики).
- Индекс развития человеческого потенциала на 2000 составляет 0,847 (данные: Программа развития ООН).

## Состав мезорегиона
В мезорегион входят следующие микрорегионы:
1. Флорианополис
2. Табулейру
3. Тижукас